# Dying To Try
«Dying To Try» — пісня ірландського співака Брендана Мюррея для конкурсу  Євробачення 2017 в Києві, Україна. Пісня була виконана у другому півфіналі Євробачення, 11 травня, але до фіналу не пройшла.

## Список композицій
| Digital download | Digital download | Digital download |
| #                | Назва            | Тривалість       |
| ---------------- | ---------------- | ---------------- |
| 1.               | «Dying to Try»   | 3:00             |